# Lenta (rivière)
Pour les articles homonymes, voir Lenta (homonymie).
La Lenta ou ruisseau de la Lenta est un torrent de France situé dans les Alpes, en Savoie, dans la haute vallée de l'Arc dont il est l'un des premiers affluents. Il nait au pied de l'Ouille Noire, à l'emplacement de son glacier disparu, vers 2 870 mètres d'altitude, se dirige vers l'ouest en traversant le Pays Désert, passe au pied du col de l'Iseran puis se dirige vers le sud, empruntant un vallon puis des gorges pour finit sa course en se jetant dans l'Arc à Bonneval-sur-Arc.

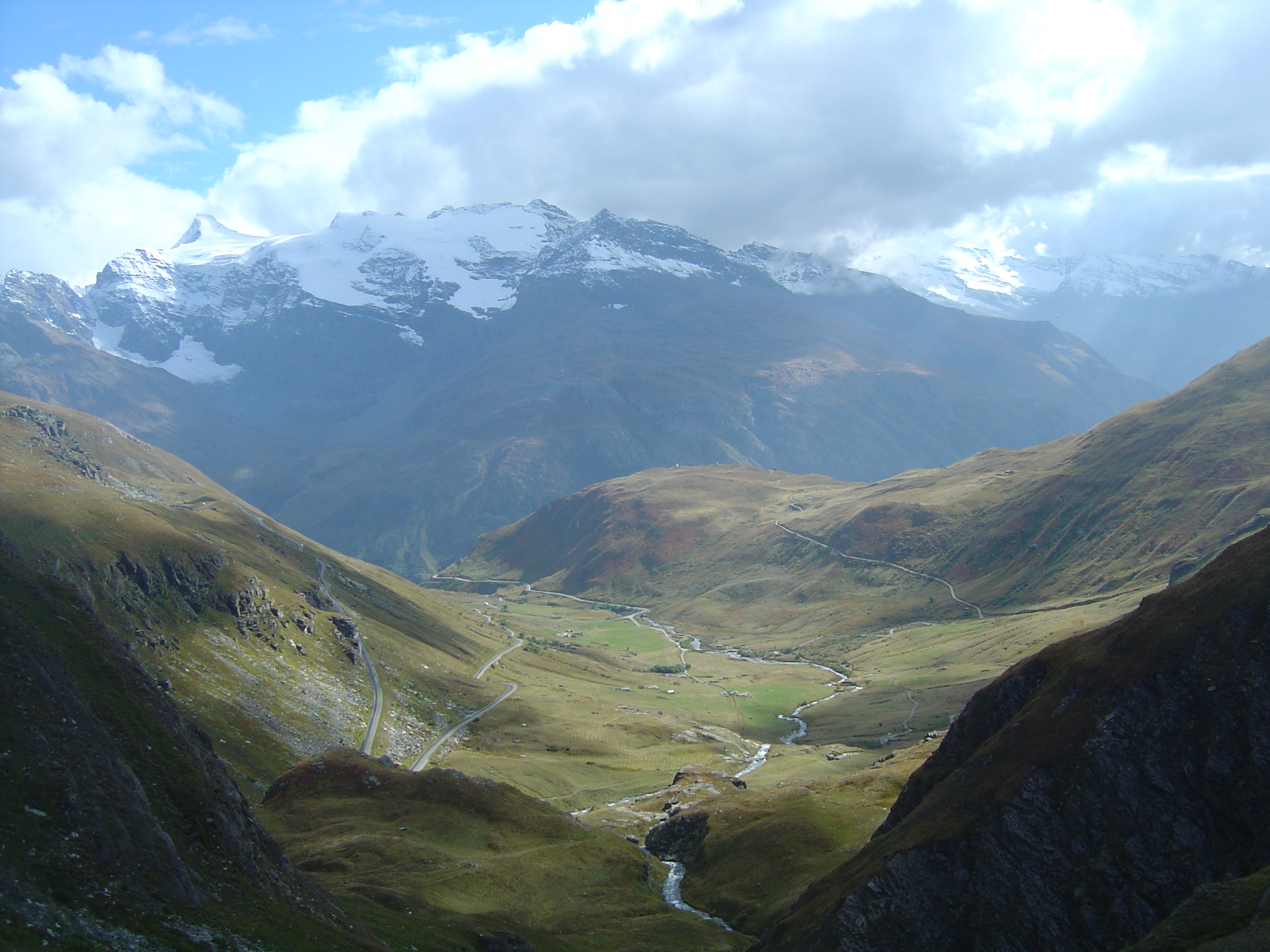
Le vallon de la Lenta sous le col de l'Iseran avant que le torrent ne franchisse les gorges qui les mènent à l'Arc ; de l'autre côté de la Maurienne se dresse l'Albaron.